# Piper jacquemontianum
Piper jacquemontianum är en pepparväxtart som beskrevs av Carl Sigismund Kunth. Piper jacquemontianum ingår i släktet Piper och familjen pepparväxter. Inga underarter finns listade i Catalogue of Life.